# Tyler Clippard
Tyler Lee Clippard (né le 14 février 1985 à Lexington, Kentucky, États-Unis) est un lanceur de relève droitier des Nationals de Washington de la Ligue majeure de baseball. 
Il évolue pour les Nationals de Washington de 2008 à 2014 et représente le club à deux reprises au match des étoiles. 

## Carrière

### Yankees de New York
Après des études secondaires à la J.W. Mitchell High School de Trinity (Floride), Tyler Clippard est repêché le 3 juin 2003 par les Yankees de New York au neuvième tour de sélection. Il perçoit un bonus de 75 000 dollars à la signature de son premier contrat professionnel le 6 juin 2003. 
Clippard passe quatre saisons en Ligues mineures avant d'effectuer ses débuts en Ligue majeure le 20 mai 2007. À cette occasion, il n'accorde que trois coups sûrs et un seul point aux Mets de New York dans un gain de 6-2 des Yankees, et il est crédité de sa première victoire en carrière. Il reprend le chemin des ligues mineures après quelques semaines avec le grand club, au cours desquelles il a maintenu un dossier de 3 gains et un seul revers en 6 parties comme lanceur partant.

### Nationals de Washington
Le 4 décembre 2007, Clippard passe aux Nationals de Washington, qui cèdent aux Yankees un autre lanceur, Jonathan Albaladejo.

#### Saison 2008
Clippard ne lance que deux parties pour Washington en 2008, chaque fois comme lanceur partant. Il lance un total de 10 manches et un tiers en deux départs, remportant une victoire et encaissant une défaite.

#### Saison 2009

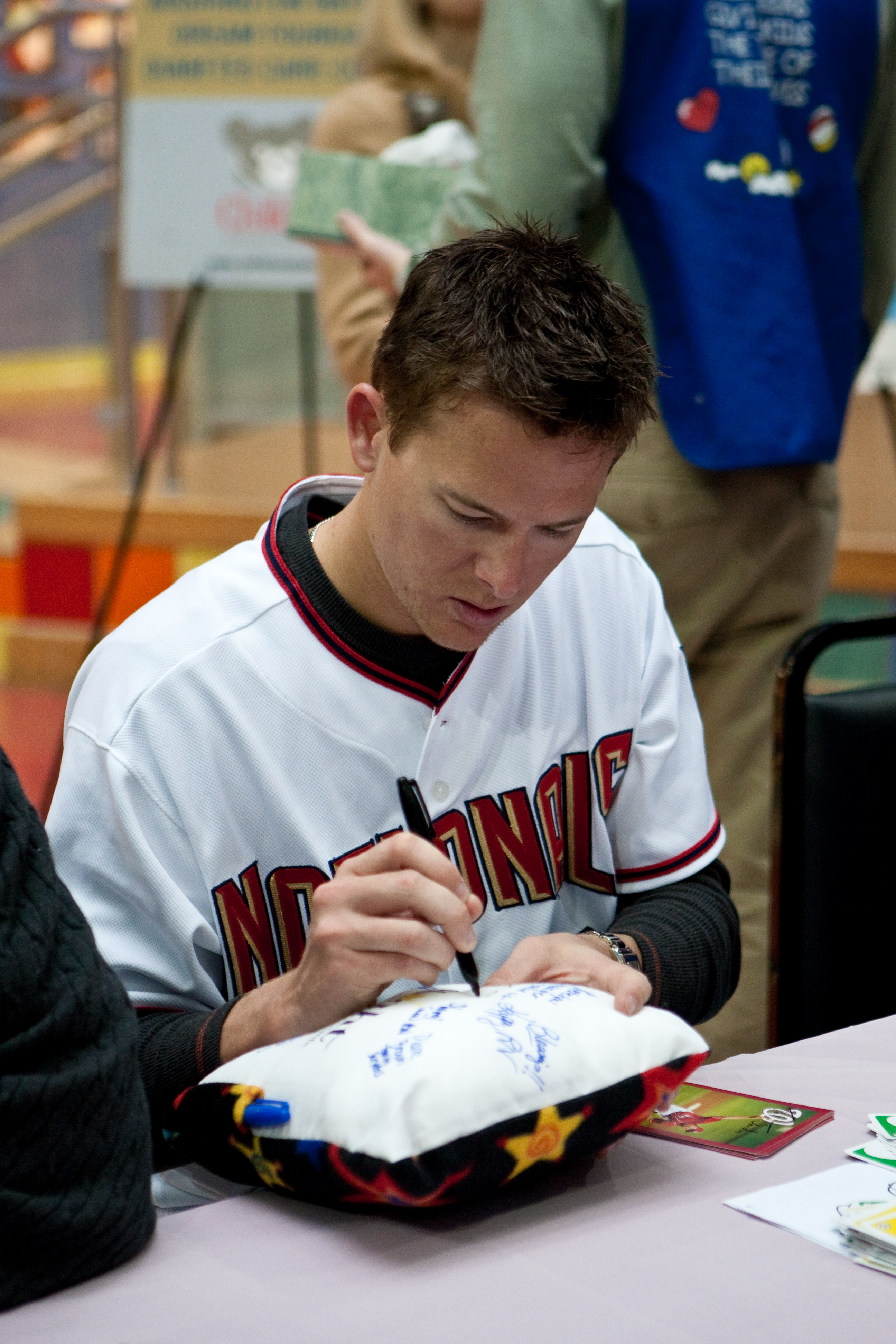
Tyler Clippard signe des autographes lors d'un événement pour les fans des Nationals en janvier 2010.

En 2009, les Nationals décident de lui faire confiance comme lanceur de relève. Il œuvre 60,1 manches en 41 sorties, affichant une excellente moyenne de points mérités de 2,69. Il est crédité de quatre victoires, contre deux défaites et enregistre 67 retraits sur des prises.

#### Saison 2010
En 2010, il effectue 78 sorties comme releveur et enregistre 112 retraits sur des prises en 91 manches lancées. Il présente une moyenne de points mérités de 3,07 avec une fiche de 11 victoires et 8 défaites.

#### Saison 2011

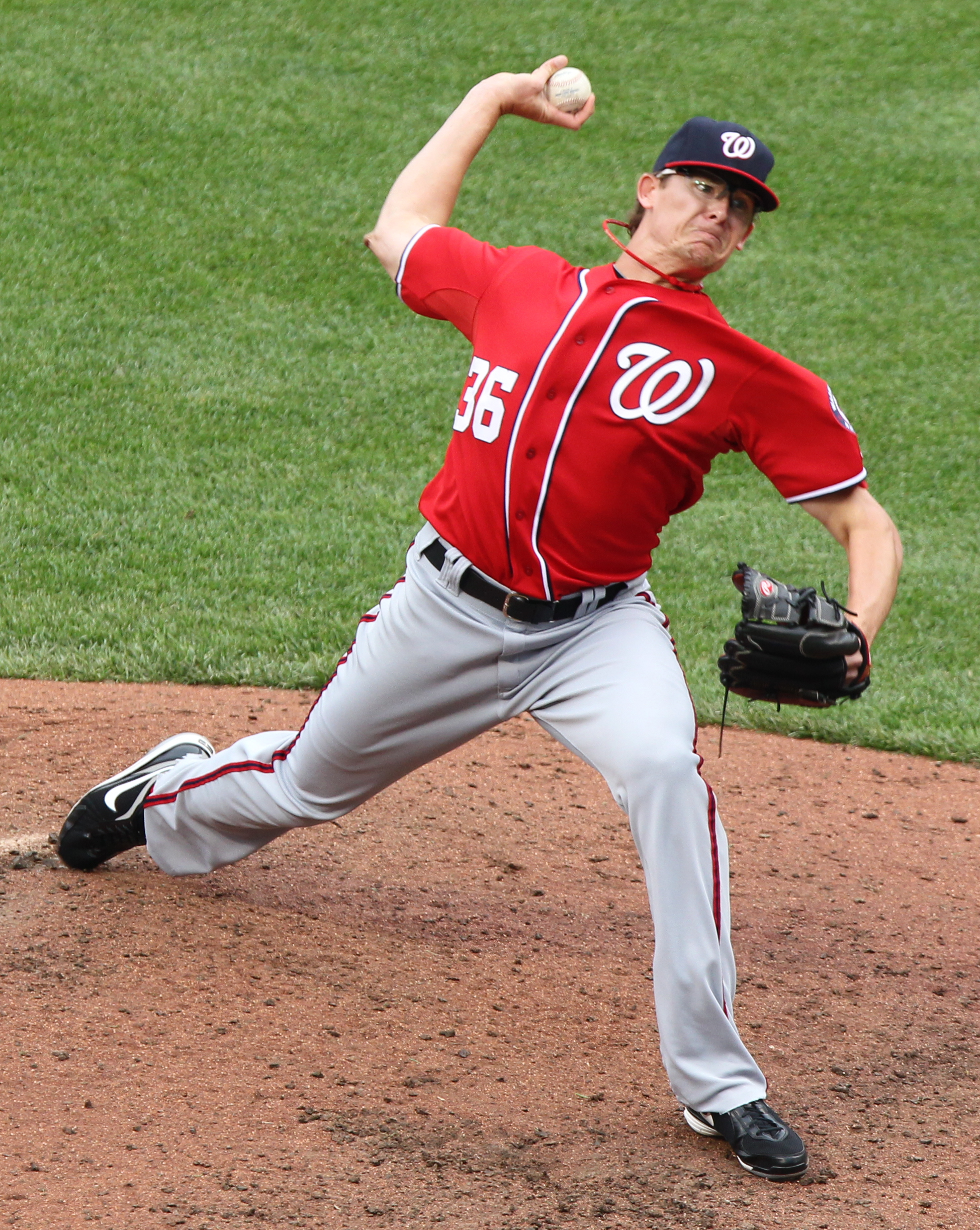
Tyler Clippard au monticule pour les Nationals en mai 2011.

En 2011, Clippard représente les Nationals au match des étoiles. Il termine la saison avec une très belle moyenne de points mérités de 1,83 en 88 manches et un tiers lancées, durant lesquelles il réussit 104 retraits sur des prises contre à peine 26 buts-sur-balles alloués. Utilisé dans 72 parties, il remporte trois décisions sur trois.

#### Saison 2012
Clippard est employé comme stoppeur par les Nationals en 2012. Il est propulsé dans ce rôle après des blessures à Drew Storen et Brad Lidge et des mauvaises performances de Henry Rodríguez. Clippard réalise 32 sauvetages en 37 occasions, le 7e plus haut total de victoires protégées de la Ligue nationale. Mais il éprouve des difficultés à mettre fin aux matchs dans les dernières semaines de la saison et, à l'approche des séries éliminatoires, le gérant des Nats, Davey Johnson, décide de partager le travail entre Clippard et Storen. Il termine la saison régulière avec deux victoires, six défaites, une moyenne de points mérités de 3,72 plutôt élevée pour un stoppeur et 84 retraits sur des prises en 72 manches et deux tiers lancées en 74 matchs. En éliminatoires, il n'a pas l'occasion de protéger une victoire et lance 3 manches en 3 matchs de Série de division, accordant un seul point mérité aux Cardinals de Saint-Louis et récoltant 5 retraits sur des prises. Dans le premier match de la série, il lance la 8e manche sans problème avant l'entrée dans le match de Drew Storen, qui réalise le sauvetage. Dans le 5e et dernier match de la série, cependant, il donne un point sur un coup de circuit mais quitte avec son équipe en avance, avant que Storen sabote l'avance en 9e. 

#### Saison 2013
Clippard connaît une bonne saison en 2013 et est envoyé au monticule à 72 reprises. En 71 manches lancées, il enregistre 73 retraits sur des prises, remporte 6 victoires contre 3 défaites et maintient une moyenne de points mérités de 2,41. Il n'est plus employé comme stoppeur par les Nationals.

#### Saison 2014
En 2014, Clippard est pour la 2e fois de sa carrière invité à représenter les Nationals au match des étoiles. Il est ajouté à l'équipe d'étoiles après que Julio Teherán, un lanceur des Braves d'Atlanta, est forcé de se désister.
En 75 matchs joués et 70 manches et un tiers lancées, il maintient une moyenne de points mérités de 2,18. Il s'agit de sa deuxième meilleure depuis qu'il a joint les Nationals. Il remporte 7 victoires, encaisse 4 défaites, réalise un sauvetage et réussit 82 retraits sur des prises en saison régulière. En séries éliminatoires, il fait trois sorties d'une manche chacune sans accorder de point, y compris une en 10e manche d'un match qui en dure 18 entre les Nats et les Giants de San Francisco en Série de divisions.
En 7 saisons à Washington, Clippard présente une moyenne de points mérités de 2,68 en 464 manches lancées, avec 34 gains, 24 défaites, 34 sauvetages et 530 retraits sur des prises en 414 matchs, dont 412 en relève.

### Athletics d'Oakland

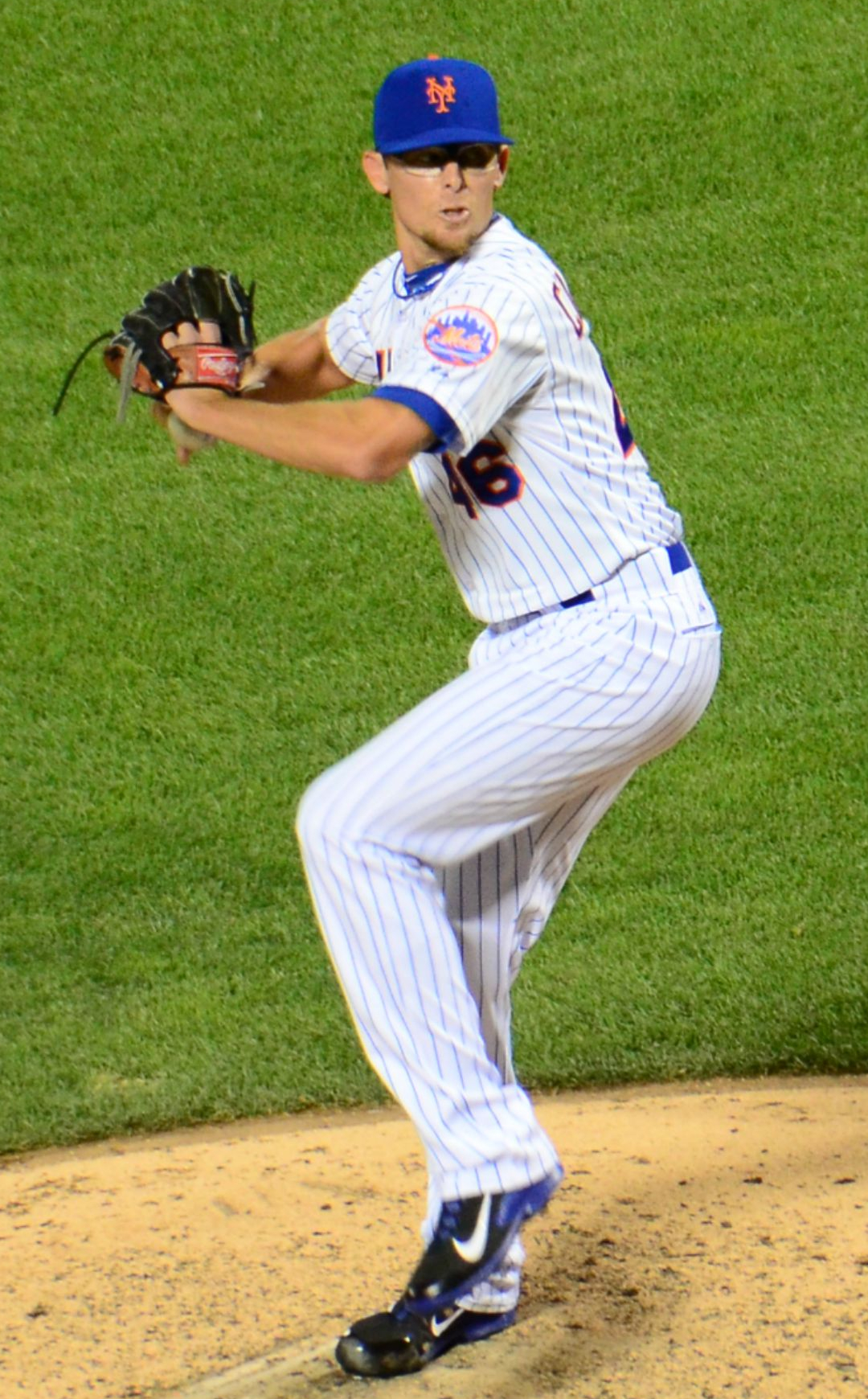
Tyler Clippard en 2015 avec les Mets de New York.

Le 14 janvier 2015, les Nationals échangent Clippard aux Athletics d'Oakland en retour du joueur d'arrêt-court Yunel Escobar.
Clippard préserve 17 victoires des A's durant son passage de quelques mois à Oakland, et maintient une moyenne de points mérités de 2,79 avec 38 retraits sur des prises en 38 manches et deux tiers lancées lors de 37 sorties.

### Mets de New York
Le 27 juillet 2015, Oakland échange Tyler Clippard aux Mets de New York en retour du jeune lanceur droitier des ligues mineures Casey Meisner.
En 32 manches et un tiers lancées lors de 32 sorties en saison régulière pour New York, il maintient une moyenne de points mérités de 3,06 et remporte 4 victoires contre une défaite, en plus de réaliser deux sauvetages. Il termine l'année 2015 avec une moyenne de 2,92 en 71 manches lancées pour Oakland et New York et un total de 19 sauvetages.
À l'automne 2015, il joue en séries éliminatoires avec les Mets, mais celles-ci lui sont pénibles. En 6 manches et deux tiers lancées au total, sa moyenne de points mérités se chiffre à 6,75. Il accorde deux points mérités en deux manches en Série mondiale 2015 face aux Royals de Kansas City et est le lanceur perdant du 4e match de la finale.

### Diamondbacks de l'Arizona

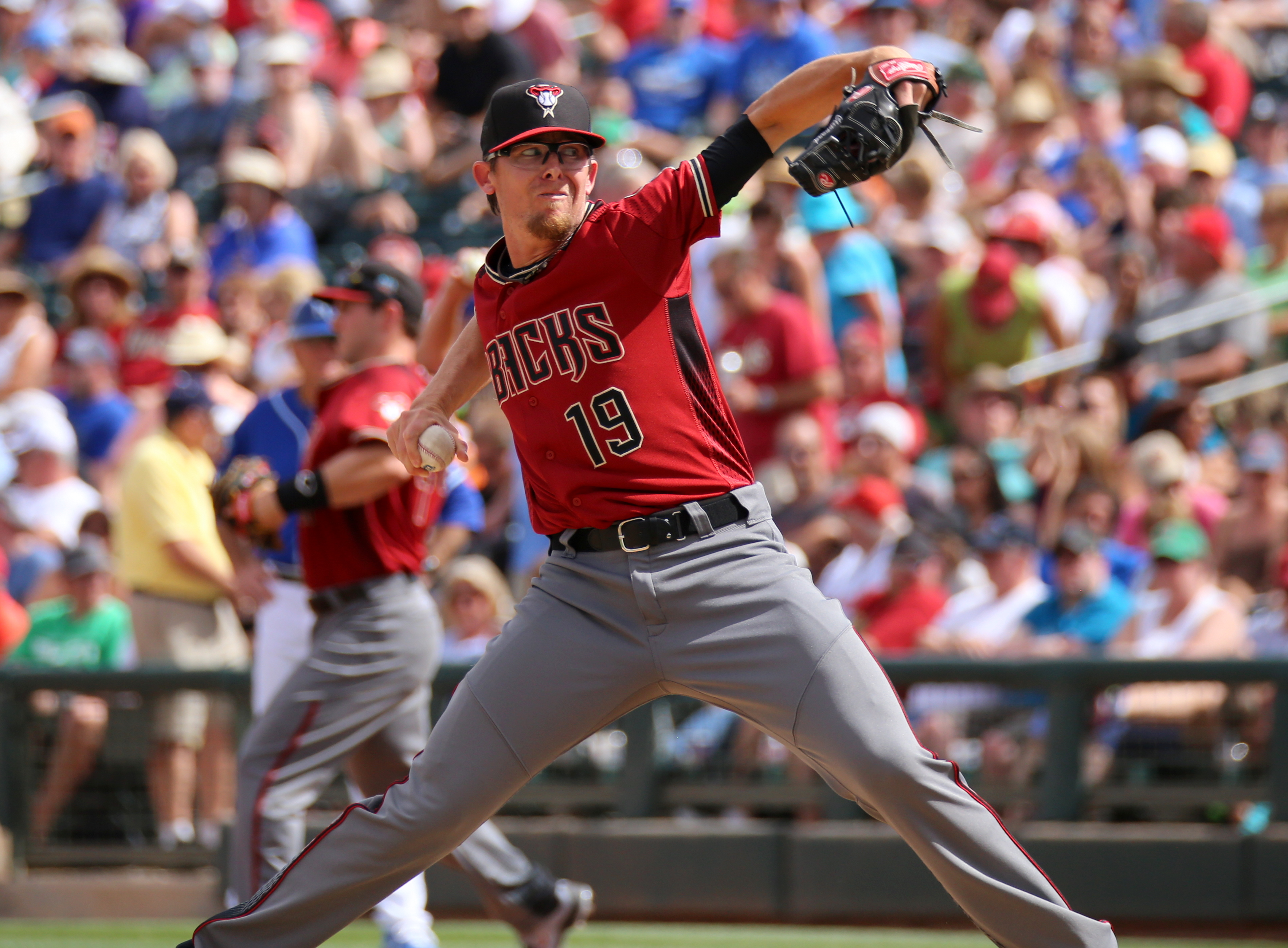
Tyler Clippard au camp d'entraînement des Diamondbacks en mars 2016.

Le 8 février 2016, Clippard signe un contrat de 12,25 millions de dollars pour deux saisons avec les Diamondbacks de l'Arizona.

### Retour chez les Yankees de New York
Le 31 juillet 2016, les Yankees de New York rapatrient Clippard, faisant son acquisition des Diamondbacks en cédant en retour à Arizona le lanceur droitier Vicente Campos.

### White Sox de Chicago
Avec trois joueurs des ligues mineures (le lanceur gaucher Ian Clarkin et les voltigeurs Tito Polo et Blake Rutherford), Tyler Clippard est transféré des Yankees de New York aux White Sox de Chicago le 19 juillet 2017 en échange du joueur de troisième but Todd Frazier et des lanceurs droitiers David Robertson et Tommy Kahnle.

### Astros de Houston
Le 13 août 2017, les White Sox échangent Clippard aux Astros de Houston contre un joueur à être nommé plus tard.

## Statistiques
En saison régulière
| Statistiques de lanceur |            |     |    |    |     |    |    |    |       |     |      |
| Saison                  | Équipe     | G   | GS | CG | SHO | V  | D  | SV | IP    | SO  | ERA  |
| 2007                    | NY Yankees | 6   | 6  | 0  | 0   | 3  | 1  | 0  | 27.0  | 18  | 6,33 |
| 2008                    | Washington | 2   | 2  | 0  | 0   | 1  | 1  | 0  | 10.1  | 8   | 4,35 |
| 2009                    | Washington | 41  | 0  | 0  | 0   | 4  | 2  | 0  | 60.1  | 67  | 2,69 |
| 2010                    | Washington | 78  | 0  | 0  | 0   | 11 | 8  | 1  | 91.0  | 112 | 3,07 |
| Totaux                  |            | 127 | 8  | 0  | 0   | 19 | 12 | 1  | 188.2 | 205 | 3,48 |

Note: G = Matches joués ; GS = Matches comme lanceur partant ; CG = Matches complets ; SHO = Blanchissages ; 
V = Victoires ; D = Défaites ; SV = Sauvetages ; IP = Manches lancées ; SO = retraits sur des prises ; ERA = Moyenne de points mérités.